# 学校法人麻生塾
学校法人麻生塾（がっこうほうじんあそうじゅく）は、福岡県で九州最大級の専修学校などを運営している学校法人。麻生グループの一員である。
現理事長は麻生健、塾長は麻生泰(株式会社麻生代表取締役会長 前理事長)。

## 沿革
- 1939年（昭和14年）3月31日 - 麻生太賀吉、幹部社員育成のための完全無料の研修所「麻生塾」を設立[1][2]。
- 1947年（昭和22年）
  - 4月 - 太賀吉の長男である太郎（後の第92代内閣総理大臣）が学齢に達するのに合わせて麻生塾小学校を設置[3]。
  - 12月 - 麻生塾を財団法人に組織変更
- 1948年（昭和23年）3月31日 - 学制改革により麻生塾工業高等学校（採鉱科）設立
- 1951年（昭和26年）3月12日 - 学校法人麻生塾に組織変更
- 1957年（昭和32年）4月 - 麻生塾創立15周年記念式典を挙行
- 1959年（昭和34年）4月 - 麻生塾工業高等学校に機械科を設置
- 1960年（昭和35年）4月 - 麻生飯塚病院正看護婦養成所を設置。飯塚病院内に特殊学級を設置
- 1961年（昭和36年）12月 - 斯道文庫を慶應義塾大学に継承、設置
- 1964年（昭和39年）6月 - 麻生塾創立25周年記念式典を挙行
- 1966年（昭和41年）4月 - 飯塚病院付属看護婦養成所を飯塚病院付属高等看護学院に改称
- 1970年（昭和45年）4月 - 麻生塾工業高等学校に工業化学科を設置
- 1972年（昭和47年）3月 - 小学校を閉校。開校から廃校まで325名の卒業生を送り出した[4]
- 1979年（昭和54年）4月 - 飯塚病院付属高等看護学院を飯塚病院付属看護専門学校に改称。麻生塾創立40周年記念式典を挙行
- 1980年（昭和55年）
  - 2月 - 飯塚病院付属看護学校創立20周年記念式典を挙行
  - 4月1日 - 飯塚病院付属看護専門学校を学校法人麻生塾麻生飯塚看護専門学校に組織変更
- 1982年（昭和57年）3月 - 麻生塾工業高等学校を閉校
- 1986年（昭和61年）4月1日 - 麻生電子ビジネス専門学校を開校
- 1988年（昭和63年）2月 - 麻生電子ビジネス専門学校に機械科を設置
- 1989年（平成元年）4月1日 - 麻生飯塚看護専門学校を麻生医療福祉専門学校に改称。関連法人として麻生教育サービス株式会社を設立
- 1991年（平成3年）4月1日 - 専修学校麻生外語観光カレッジを開校
- 1996年（平成8年）4月1日 - 麻生法律専門学校、麻生医療福祉専門学校北九州校、麻生テクニカルデザインカレッジをそれぞれ開校
- 1997年（平成9年）4月1日 - 麻生医療福祉専門学校福岡校を開校
- 1998年（平成10年）4月1日 - 麻生工科専門学校を開校
- 2000年（平成12年）3月 - 麻生外語観光カレッジが移転
- 2001年（平成13年）4月1日 - 麻生リハビリテーション専門学校を開校。麻生テクニカルデザインカレッジを麻生電子ビジネス専門学校北九州校に改称
- 2002年（平成14年）4月1日 - 麻生法律専門学校を麻生公務員専門学校に改称。専修学校麻生ビューティーカレッジ開校
- 2003年（平成15年）4月1日 - 麻生電子ビジネス専門学校（福岡校、北九州校）を麻生情報ビジネス専門学校に改称
- 2004年（平成16年）
  - 4月 - 麻生情報ビジネス専門学校北九州校、麻生公務員専門学校を移転。麻生公務員専門学校を麻生公務員専門学校北九州校に改称
  - 7月 - 麻生工科専門学校を移転
- 2005年（平成17年）4月 - 麻生公務員専門学校福岡校を開校。麻生工科専門学校を麻生工科デザイン専門学校に改称
- 2008年（平成20年）4月1日 - 専門学校麻生工科自動車大学校を開校。あゆみらい保育園を開園
- 2009年（平成21年）4月 - 専修学校麻生外語観光カレッジを麻生外語観光＆製菓専門学校に、麻生医療福祉専門学校を麻生看護医療専門学校に、麻生工科デザイン専門学校を麻生建築＆デザイン専門学校に、麻生医療福祉専門学校北九州校を専門学校麻生医療福祉＆観光カレッジにそれぞれ改称
- 2010年（平成22年）
  - 3月 - 麻生公務員専門学校福岡校を移転
  - 4月 - 瀋陽麻生外語培訓学校を開校
- 2012年（平成24年）
  - 4月1日 - 麻生リハビリテーション専門学校を専門学校麻生リハビリテーション大学校に、麻生看護医療専門学校を専門学校麻生看護大学校にそれぞれ改称
  - 9月 - 麻生公務員専門学校北九州校を移転
- 2013年（平成25年）8月 - はぐみらい保育園を開園
- 2014年 (平成26年) 9月 - インドネシアの私立総合大学BINUS大学と提携し、インドネシアに共同で工学系の学部「Binus ASO School of Engineering」（BASE）を開設
- 2015年（平成27年）4月 - 関連法人として株式会社麻生キャリアサポートを設立
- 2017年（平成29年）7月 - スタジオカラー・ドワンゴと共にアニメ制作会社プロジェクトスタジオQを福岡に設立。
- 2018年 (平成30年) 4月 - ASOポップカルチャー専門学校を開校
- 2019年 (平成31年) 4月 - 学校法人角川ドワンゴ学園 N高等学校と業務提携し、ASO高等部を開校
- 2020年 (令和2年) 4月 -　麻生美容専門学校福岡校福岡キャンパスを移転
- 2023年 (令和5年) 4月 -　麻生外語観光＆製菓専門学校を麻生外語観光＆ブライダル専門学校に改称

## 設置校
学校法人として福岡県内に13の専門学校と高等部1校を設置しており、2020年4月に開始された高等教育の修学支援新制度対象校として全校が指定されている。
- 麻生情報ビジネス専門学校福岡校（福岡市博多区）
- 麻生情報ビジネス専門学校北九州校（北九州市小倉北区）
- 麻生医療福祉＆保育専門学校福岡校（福岡市博多区）
- 麻生公務員専門学校福岡校（福岡市博多区）
- 麻生公務員専門学校北九州校（北九州市小倉北区）
- 麻生美容専門学校（福岡市博多区)
- 麻生外語観光＆ブライダル専門学校（福岡市博多区）
- 麻生建築＆デザイン専門学校（福岡市博多区）
- 専門学校麻生リハビリテーション大学校（福岡市博多区）
- 専門学校麻生工科自動車大学校（福岡市博多区）
- 専門学校麻生看護大学校（飯塚市）
- ASOポップカルチャー専門学校(福岡市博多区)
- ASO高等部(福岡市博多区)
- Binus ASO School of Engineering(インドネシア)

## 歴代理事長
- 初代 麻生太賀吉 (1939年～1947年11月)
- 二代目 緒方義人 (1947年12月～1953年)
- 三代目 麻生五郎 (1954年～1962年1月)
- 四代目 柳俊二 (1962年2月～1972年2月)
- 五代目 原田富平 (1972年3月～1974年6月)
- 六代目 麻生太郎 (1974年7月～1979年11月) ※第92代内閣総理大臣 自民党所属の国会議員、麻生派会長
- 七代目 麻生泰 (1979年12月～2014年3月)
- 八代目 麻生健 (2014年4月～)